# Референциальный выбор
Референциальный выбор — выбор агентом коммуникации языкового выражения для упоминания объекта дискурса, референта. При этом говорящий может использовать как полные референциальные выражения (имена нарицательные, имена собственные, именные группы с модификаторами), так и редуцированные (главным образом анафорические местоимения). Обнаружение фактора, детерминирующего тот или иной референциальный выбор, имеет значимость для таких научных областей, как лингвистика, когнитивистика, психология, информационные технологии, логика.
Поиск фактора выбора референционального выражения был в центре внимания многих исследователей. Так, в качестве значимых факторов, влияющих на референциальный выбор, рассматривались расстояния (линейное, риторическое или расстояние в абзацах) от интересующего языкового выражения до его антецедента, а также семантико-синтаксический статус и внутренние свойства самого выражения. Однако редуцирование фактора референциального выбора только к единичной причине данного процесса не приводит к построению полноценной теории референции.
В результате, в современной лингвистике референциальный выбор принято воспринимать скорее как многофакторный процесс. А. А. Кибрик описывает его при помощи многофакторного количественного подхода, где выбор способа референции зависит от степени активации референта в рабочей памяти говорящего. Совокупность факторов, влияющих на выбор способа референции, представляют собой коэффициент активации, и чем он выше, тем выше вероятность использования редуцированного языкового выражения.
Необходимо отметить, что теория референциального выбора должна учитывать не только говорящего, но и слушающего. Здесь исследователи отталкиваются от описанной выше позиции: то или иное значение языкового выражения для слушающего устанавливается в соответствии с наиболее активированным для него в данный момент референтом; однако возникает другая проблема. Для агента коммуникации одновременно могут быть высокоактивированными сразу несколько референтов, и ни контекст, ни лексико-грамматическое устройство высказывания не способствуют разрешению референциальной неоднозначности. Как и в случае с адресантом речевого высказывания, был предложен ряд факторов, влияющих на референциальный выбор адресата. Например, в рамках экспериментального анализа дискурса было показано, что носители русского языка более склонны отождествлять неоднозначные местоимения с грамматическими подлежащими, чем с дополнениями (напр., «Фермер не любит осла. Он его бьёт.») — фактор синтаксической роли антецедента.
В целом данная область исследований находится на этапе своей активной разработки, и её значимость обусловлена, в первую очередь, тем, что адекватное осуществление референции является необходимым условием успешной коммуникации.